# Mirosław Dąbrowski (elektrotechnik)
Mirosław Dąbrowski (ur. 1928, zm. 30 maja 2013 w Poznaniu) – polski elektrotechnik, prof. zw. dr hab. inż., członek korespondent PAN, prof. Politechniki Poznańskiej. 
Wykładowca Instytutu Elektrotechniki Przemysłowej Wydziału Elektrycznego Politechniki Poznańskiej. Wieloletni członek Komitetu Elektrotechniki PAN oraz członek Prezydium Oddziału PAN w Poznaniu. Kawaler Krzyża Kawalerskiego Orderu Odrodzenia Polski.